# Innominada (filla de Juli Constanci)
Una Filla de Juli Constanci, de la que no se'n sap el nom, i per això algunes fonts en diuen Innominada, va ser la primera esposa coneguda de Constanci II.
Era filla de Juli Constanci. Julià menciona a la Carta al senat i al poble d'Atenes a una germana de Constanci Gal. Quan parla de la mort de Constanci Gal per ordre de Constanci II, explica les relacions que tenia amb ell: "Constanci va deixar en mans dels seus enemics al seu propi cosí el cèsar, el que era marit de la meva germana, el pare de la seva neboda, l'home que s'havia casat amb la meva germana". Se suposa que era germana de pare i mare de Constanci Gal. Juli Constanci era un fill de Constanci Clor i Flàvia Maximiana Teodora, i mig germà per part de pare de Constantí I el Gran. L'any 337, va morir Constantí, i molts dels seus parents van ser assassinats poc després de la seva mort. Juli Constanci va ser un d'ells. La Història dels arrians de l'any 358 escrita per Sant Atanasi d'Alexandria diu que Constanci II va matar el seu sogre.
El seu matrimoni amb Constanci, sembla explicat a la Vida de Constantí escrita per Eusebi de Cesarea. El matrimoni es podria haver celebrat l'any 335 o 336. Constantí I havia estat proclamat emperador l'any 306. Ni el nom d'aquesta dona ni l'any de la seva mort consten en cap font, però es creu que la seva mort hauria pogut facilitar la caiguda de Constanci Gal l'any 354.